# NGC 741
NGC 741 (други обозначения – IC 1751, UGC 1413, MCG 1-6-3, ZWG 413.8, 3ZW 38, VV 175, PGC 7252) е елиптична галактика (E) в съзвездието Риби.
Обектът присъства в оригиналната редакция на „Нов общ каталог“.